# Libros de secretos
Los libros de secretos son recopilaciones de recetas técnicas, medicinales y fórmulas mágicas que comenzaron a imprimirse en el siglo XVI y se publicaron de forma continua hasta el siglo XVIII. Constituyeron uno de los géneros más populares de publicaciones científicas de la era moderna.
Estas obras contenían recetas médicas, consejos domésticos y recetas técnicas sobre diversos temas, incluyendo metalurgia, alquimia, teñido, elaboración de perfumes, aceites, incienso y cosméticos.
Los libros de secretos proporcionaron una gran cantidad de información práctica a un nuevo grupo emergente de lectores de clase media, lo que llevó a algunos historiadores a vincularlos con los nuevos valores secularistas  del período moderno temprano, y a verlos como una contribución a la creación de una "era del manual práctico".
Algunos libros de secretos, como el famoso Secreti de Alessio Piemontese (1555), contenían principalmente información práctica y tecnológica en forma de recetas útiles. Otros, como Giambattista Della Porta en Magia Naturalis (Magia natural, 1558), utilizaron recetas prácticas en un esfuerzo por demostrar los principios de la magia natural. Otros libros de secretos, como Secreti (1564) de Isabella Cortese, difundieron información alquímica a un amplio público de lectores. 
Investigaciones recientes han sugerido que los libros de secretos pueden haber desempeñado un papel importante en el surgimiento de la ciencia experimental al llevar información técnica práctica a la atención de los científicos experimentales.